# نوگونگ
نوگونگ (به انگلیسی: Nowgong) یک منطقهٔ مسکونی در هند است که در بخش چتارپور واقع شده‌است. نوگونگ ۷۰٬۵۸۰ نفر جمعیت دارد.